# Lizard (Kornwalia)

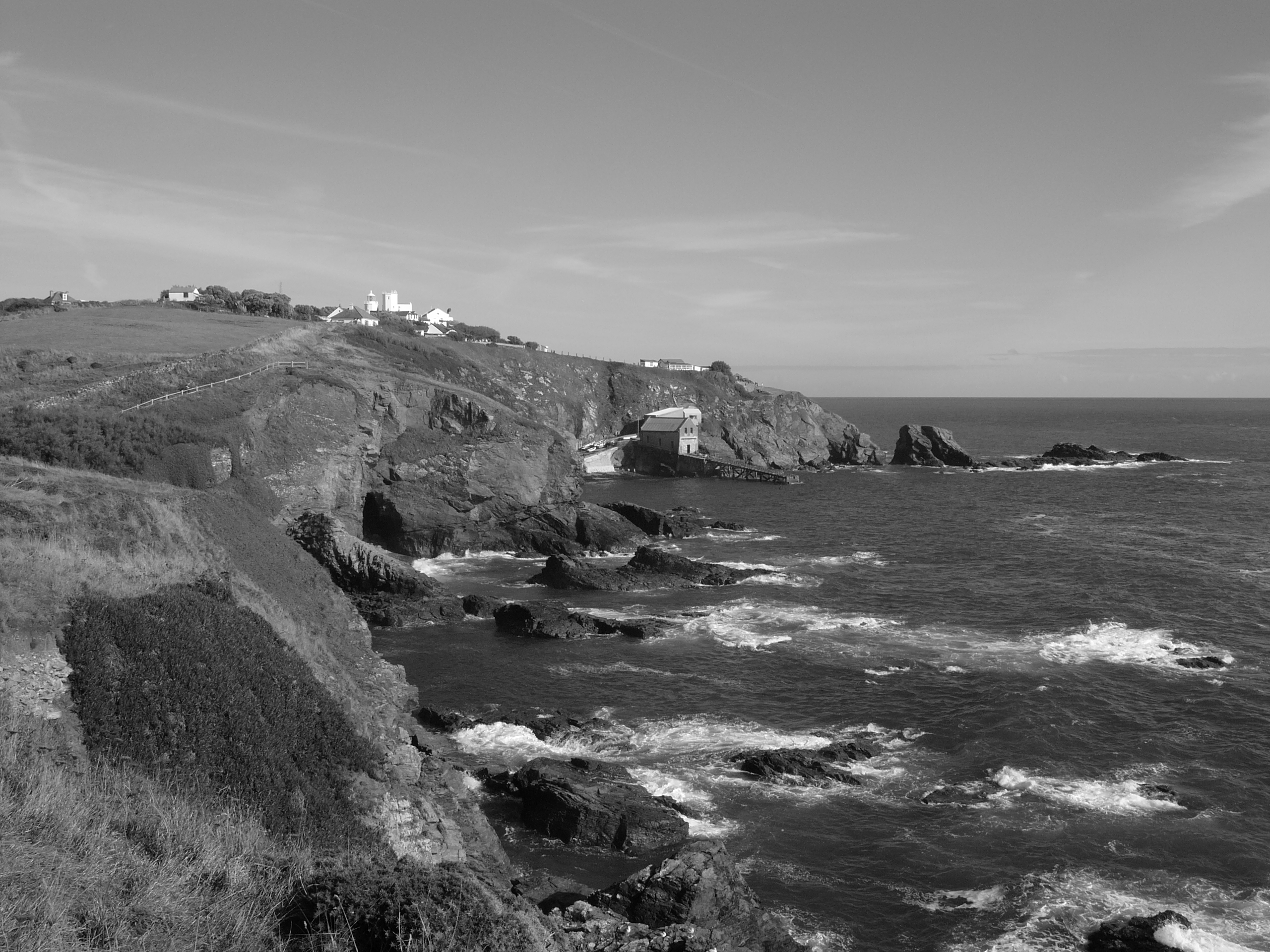
Lizard Point (2006)

Lizard (ang. The Lizard, korn. an Lysardh) – półwysep w Anglii, w Kornwalii, zawierający najbardziej na południe położony punkt lądu stałego Kornwalii i Wielkiej Brytanii (Przylądek Lizard Point – 49° 57' 32'' N, 5° 12' 23'' W). Wymiary półwyspu – 23 km na 23 km. Półwysep, zwłaszcza w okolicy przylądka, otoczony jest groźnymi dla żeglugi skałami podwodnymi.
Na półwyspie znajduje się wieś również o nazwie Lizard.

## Historia
W roku 1497 w miejscowości St Keverne na półwyspie rozpoczęło się powstanie kornwalijskie, wszczęte przez szewca Michała Józefa. Powstańcy protestowali przeciw wysokim podatkom nałożonym przez króla Henryka VII aby pokryć straty po wojnie ze Szkocją.
W XVIII w. półwysep był jednym z miejsc najczęściej wykorzystywanych przez przemytników do nielegalnego przewożenia nieoclonych towarów (zwłaszcza alkoholu) z Europy. 
W roku 1900 Guglielmo Marconi zbudował na półwyspie radiostacje do nawiązania łączności ze statkami. Udało mu się nawiązać łączność na odległość 299 km, z Wyspą Wight – punkt The Needles. Rok później, również z półwyspu, Marconi wysłał radiowy sygnał do Ameryki. 
Podczas II wojny światowej na półwyspie funkcjonowała baza lotnicza RAF Predannack.